# روبرت إل. ميتكالف
روبرت إل. ميتكالف (بالإنجليزية: Robert L. Metcalf)‏ هو عالم حيوانات وعالم حشرات أمريكي، ولد في 13 نوفمبر 1916 في كولومبوس في الولايات المتحدة، وتوفي في 11 نوفمبر 1998 في أوربانا في الولايات المتحدة.